# NGC 3982
NGC 3982 је спирална галаксија у сазвежђу Велики медвед која се налази на NGC листи објеката дубоког неба.
Деклинација објекта је + 55° 7' 30" а ректасцензија 11h 56m 28,0s. Привидна величина (магнитуда) објекта NGC 3982 износи 11,1 а фотографска магнитуда 11,9. Налази се на удаљености од 21,841 милиона парсека од Сунца. NGC 3982 је још познат и под ознакама UGC 6918, MCG 9-20-36, CGCG 269-19, KUG 1153+554, IRAS 11538+5524, PGC 37520.